# Partito della Libertà dello Sri Lanka
Il Partito della Libertà dello Sri Lanka (in singalese ශ්‍රී ලංකා නිදහස් පක්ෂය, Śrī Laṁkā Nidahas Pakṣaya; in tamil இலங்கை சுதந்திரக் கட்சி, Ilaṅkai Cutantirak Kaṭci; in Lingua inglese Sri Lanka Freedom Party) è un partito politico singalese di orientamento socialdemocratico fondato nel 1951.
Rappresenta il maggior partito dell'Alleanza della Libertà del Popolo Unito.
È il partito di riferimento del Presidente Mahinda Rajapaksa, risultato vincitore alle elezioni presidenziali del 2010, nonché di Chandrika Kumaratunga, Presidente tra il 1994 e il 2010.

## Risultati elettorali
| Elezione | Voti      | %     | Seggi     |
| --- | --------- | ----- | --------- |
| Parlamentari 1952 | 361.250   | 15,52 | 9 / 95    |
| Parlamentari 1956 a | 1.046.277 | 39,52 | 51 / 95   |
| Parlamentari 1960 (mar.) | 647.175   | 21,28 | 46 / 151  |
| Parlamentari 1960 (lug.) | 1.022.171 | 33,22 | 75 / 151  |
| Parlamentari 1965 | 1.221.437 | 30,18 | 41 / 151  |
| Parlamentari 1970 | 1.839.979 | 36,86 | 91 / 151  |
| Parlamentari 1977 | 1.855.331 | 29,72 | 8 / 168   |
| Parlamentari 1989 | 1.785.369 | 31,90 | 67 / 225  |
| Parlamentari 1994 b | 3.887.823 | 48,94 | 105 / 225 |
| Parlamentari 2000 b | 3.900.901 | 45,11 | 107 / 225 |
| Parlamentari 2001 b | 3.330.815 | 37,19 | 77 / 225  |
| Parlamentari 2004 c | 4.223.970 | 45,60 | 105 / 225 |
| Parlamentari 2010 c | 4.846.388 | 60,33 | 144 / 225 |
| Parlamentari 2015 c | 4.732.664 | 42,38 | 95 / 225  |
| Parlamentari 2020 | 66.579    | 0,57  | 1 / 225   |
| a Nella coalizione Mahajana Eksath Peramuna b Nella coalizione People's Alliance c Nella coalizione Alleanza della Libertà del Popolo Unito |           |       |           |